# 河野宏紀
河野 宏紀（こうの ひろき、1996年1月22日 - ）は、日本の映画監督、俳優。神奈川県横浜市出身。

## 経歴
日本大学商学部に入学するも、周囲と馴染めず、やりたいこともないまま2年間過ごし、ひそかに抱えていた夢だった映画の世界を目指す。
ディーダッシュ・カンパニー養成所で第7期後期生として1年間演技とアクションを学び、卒業後は一時期だけ鈍牛倶楽部に所属していた。
2019年、上田慎一郎が監督・脚本を務める松竹ブロードキャスティングのオリジナル映画プロジェクト第7弾のオーディションに参加。主役を獲るつもりで挑んだといい、約1500通の応募の中から、最終の15人に残り、松竹配給の映画『スペシャルアクターズ』に出演。準主役である主人公の弟役を演じた。
同年、バイツ（Bites.inc）に所属したが、2021年いっぱいで俳優業から退くことを決め、2022年現在は退所している。
俳優業から退くことを決めてからは、積年の思いであった自主映画の製作に取り組む。2021年10月に脚本を書き上げ、2022年3月1日から4日にかけて、俳優養成所の同期にあたる野村一瑛を主演に撮影を行ったロードムービー『J005311』で初監督・初脚本。同作は新人映画監督の登竜門とも言われる第44回ぴあフィルムフェスティバルの「PFFアワード2022」で、審査員の満場一致でのグランプリを獲得した。同作は2023年4月22日よりユーロスペースほかで全国順次公開に至った。

## 作品

### 映画
- J005311（2022年製作） - 監督・脚本・製作・整音・衣装・編集・出演

## 出演

### 映画
- 心が叫びたがってるんだ。（2017年7月22日公開、アニプレックス、監督：熊澤尚人） - 岩田晋一 役
- デメキン（2017年12月2日公開、AMGエンタテインメント、監督：山口義高）[4]
- 歩へ（2017年製作[注 2]、監督：國實脩平） - 主演　※髙橋里恩とのダブル主演[13]
- バレンタイン・シンドローム（2018年4月15日公開[注 3]、ENBUゼミナール、監督：白川諒）[15]
- いいことでありますように（2018年製作[注 4]、監督：小川泰寛）[17]
- スペシャルアクターズ（2019年10月18日公開、松竹、監督：上田慎一郎） - 大野宏樹 役[2]
- 透明人間☆田村透（2019年11月16日公開、東京ビジュアルアーツ、監督：米山耕太） - 山崎空 役
- Sea you again（2019年製作・公開未定、監督：西村翼） - 主演[18]
- 獰猛（2020年3月9日公開[注 5]、東京藝術大学、監督：渡邉安悟）[19]
- ファンファーレが鳴り響く（2020年10月17日、渋谷プロダクション、監督：森田和樹）
- 由宇子の天秤（2021年9月17日公開、ビターズ・エンド、監督：春本雄二郎） - ダイチ 役
- コロナvs信心（2022年12月18日公開[注 6]、トリウッド、監督：酒井善三）[20]
- J005311（2023年4月22日公開、太秦、監督：河野宏紀） - 山本 役
- ほかげ（2023年11月25日公開、新日本映画社、監督：塚本晋也）[21]

### テレビドラマ
- バウンサー（2017年、BSスカパー!）[22]

### 舞台
- 劇団アレン座 第8回本公演「アジール街に集う子たち」（2022年7月2日 - 10日、吉祥寺シアター）[23]

### MV
- JAKIGAN MEISTER「ワールズエンド」（2017年）[17]